# Eustala
Eustala Simon, 1895 è un genere di ragni appartenente alla famiglia Araneidae.

## Etimologia
Il nome deriva dal greco εὖ-, èu-, cioè bene, felicemente, e στὰλα, in attico στήλη, stèle, cioè colonna, pilastro, stele, per il caratteristico disegno sul cefalotorace.

## Distribuzione
Le 82 specie oggi note di questo genere sono state rinvenute nelle Americhe.

## Tassonomia
Dal 2013 non sono stati esaminati esemplari di questo genere.
A marzo 2014, si compone di 82 specie:
1. Eustala albicans Caporiacco, 1954 - Guyana francese
2. Eustala albiventer (Keyserling, 1884) - Brasile
3. Eustala anastera (Walckenaer, 1841)[2] - America settentrionale e centrale
4. Eustala andina Chamberlin, 1916 - Perù
5. Eustala bacelarae Caporiacco, 1955 - Venezuela
6. Eustala banksi Chickering, 1955 - Messico, Costarica
7. Eustala belissima Poeta, Marques & Buckup, 2010 - Brasile
8. Eustala bifida F. O. P.-Cambridge, 1904 - dagli USA al Panama
9. Eustala bisetosa Bryant, 1945 - Hispaniola
10. Eustala brevispina Gertsch & Davis, 1936 - USA, Messico
11. Eustala bucolica Chickering, 1955 - Panama
12. Eustala californiensis (Keyserling, 1885) - USA, Messico
13. Eustala cameronensis Gertsch & Davis, 1936 - USA
14. Eustala cazieri Levi, 1977 - USA, isole Bahama
15. Eustala cepina (Walckenaer, 1842) - America settentrionale
16. Eustala clavispina (O. P.-Cambridge, 1889) - dagli USA ad El Salvador
17. Eustala conchlea (McCook, 1888) - USA, Messico
18. Eustala conformans Chamberlin, 1925 - Panama
19. Eustala crista Poeta, Marques & Buckup, 2010 - Brasile
20. Eustala delasmata Bryant, 1945 - Hispaniola
21. Eustala delecta Chickering, 1955 - Panama
22. Eustala devia (Gertsch & Mulaik, 1936) - dagli USA a Panama, Indie occidentali
23. Eustala eleuthera Levi, 1977 - USA, isole Bahama, Giamaica
24. Eustala emertoni (Banks, 1904) - USA, Messico
25. Eustala essequibensis (Hingston, 1932) - Guyana
26. Eustala exigua Chickering, 1955 - Panama
27. Eustala fragilis (O. P.-Cambridge, 1889) - Guatemala, Panama
28. Eustala fuscovittata (Keyserling, 1864) - Messico, da Cuba all'America meridionale
29. Eustala gonygaster (C. L. Koch, 1838) - Brasile, Guyana
30. Eustala guianensis (Taczanowski, 1873) - Perù, Guiana francese
31. Eustala guttata F. O. P.-Cambridge, 1904 - dal Messico al Brasile
32. Eustala histrio Mello-Leitão, 1948 - Panama, Guyana
33. Eustala illicita (O. P.-Cambridge, 1889) - dal Messico al Brasile
34. Eustala incostans Chickering, 1955 - Panama
35. Eustala ingenua Chickering, 1955 - da Guatemala al Panama
36. Eustala innoxia Chickering, 1955 - Panama
37. Eustala itapocuensis Strand, 1916 - Brasile
38. Eustala lata Chickering, 1955 - Panama
39. Eustala latebricola (O. P.-Cambridge, 1889) - da Guatemala al Panama
40. Eustala levii Poeta, Marques & Buckup, 2010 - Brasile
41. Eustala lunulifera Mello-Leitão, 1939 - Guiana francese, Guyana
42. Eustala maxima Chickering, 1955 - Panama
43. Eustala mimica Chickering, 1955 - Panama
44. Eustala minuscula (Keyserling, 1864) - Brasile
45. Eustala monticola Chamberlin, 1916 - Perù
46. Eustala montivaga Chickering, 1955 - Panama
47. Eustala mourei Mello-Leitão, 1947 - Brasile
48. Eustala mucronatella (Roewer, 1942) - Brasile
49. Eustala nasuta Mello-Leitão, 1939 - Panama, Guyana, Brasile
50. Eustala nigerrima Mello-Leitão, 1940 - Brasile
51. Eustala novemmamillata Mello-Leitão, 1941 - Argentina
52. Eustala oblonga Chickering, 1955 - Panama
53. Eustala pallida Mello-Leitão, 1940 - Brasile
54. Eustala palmares Poeta, Marques & Buckup, 2010 - Brasile, Uruguay
55. Eustala perdita Bryant, 1945 - Hispaniola
56. Eustala perfida Mello-Leitão, 1947 - Brasile
57. Eustala photographica Mello-Leitão, 1944 - Brasile, Uruguay, Argentina
58. Eustala redundans Chickering, 1955 - Panama
59. Eustala rosae Chamberlin & Ivie, 1935 - USA, Messico
60. Eustala rubroguttulata (Keyserling, 1879) - Perù
61. Eustala rustica Chickering, 1955 - Panama
62. Eustala saga (Keyserling, 1893) - Brasile, Uruguay
63. Eustala sagana (Keyserling, 1893) - Brasile
64. Eustala scitula Chickering, 1955 - dal Messico a Panama
65. Eustala scutigera (O. P.-Cambridge, 1898) - dal Messico a Panama
66. Eustala secta Mello-Leitão, 1945 - Brasile, Argentina
67. Eustala sedula Chickering, 1955 - Panama
68. Eustala semifoliata (O. P.-Cambridge, 1899) - America centrale
69. Eustala smaragdinea (Taczanowski, 1878) - Perù
70. Eustala tantula Chickering, 1955 - Panama
71. Eustala taquara (Keyserling, 1892) - Brasile, Uruguay, Argentina
72. Eustala tribrachiata Badcock, 1932 - Paraguay
73. Eustala tridentata (C. L. Koch, 1838) - Brasile, Guiana francese
74. Eustala trinitatis (Hogg, 1918) - Trinidad
75. Eustala tristis (Blackwall, 1862) - Brasile
76. Eustala ulecebrosa (Keyserling, 1892) - Brasile, Argentina
77. Eustala uncicurva Franganillo, 1936 - Cuba
78. Eustala unimaculata Franganillo, 1930 - Cuba
79. Eustala vegeta (Keyserling, 1865) - dal Messico al Brasile, Hispaniola
80. Eustala vellardi Mello-Leitão, 1924 - Brasile
81. Eustala viridipedata (Roewer, 1942) - Perù
82. Eustala wiedenmeyeri Schenkel, 1953 - Venezuela

### Specie trasferite
1. Eustala aethiopica Roewer, 1961; trasferita al genere Araneus Clerck, 1757[1].
2. Eustala cucurbitoria Yin et al., 1990; trasferita al genere Cyclosa Menge, 1866.
3. Eustala decemtuberculata Caporiacco, 1955; trasferita al genere Parawixia F. O. P.-Cambridge, 1904.
4. Eustala hirsuta Mello-Leitão, 1942; trasferita al genere Ocrepeira Marx, 1883.
5. Eustala isosceles Mello-Leitão, 1939; trasferita al genere Kapogea Levi, 1997.
6. Eustala lactea Mello-Leitão, 1944; trasferita al genere Araneus Clerck, 1757.
7. Eustala marginata Mello-Leitão, 1942; trasferita al genere Ocrepeira Marx, 1883.
8. Eustala seditiosa (Keyserling, 1893); trasferita al genere Metepeira F. O. P.-Cambridge, 1903.
9. Eustala tucepsChamberlin, 1925; trasferita al genere Metazygia F. O. P.-Cambridge, 1904.

### Nomen dubium
- Eustala petasata (Walckenaer, 1841); esemplare femminile, originariamente ascritta all'ex-genere Epeira, trasferito qui dal genere Araneus Clerck, 1757, a seguito di un lavoro dell'aracnologo Levi (1977a), è da ritenersi nomen dubium[1].